# هورت افرتز
هورت افرتز (انگلیسی: Horst Effertz؛ زادهٔ ۴ اوت ۱۹۳۸) قایقران روئینگ اهل آلمان است.
وی در مسابقات کشوری و بین‌المللی در مجموع برندهٔ ۳ مدال طلا، ۱ مدال نقره شده‌است.